# 에피오네
에피오네(Epione)는 그리스 신화에 나오는 아스클레피오스의 아내이다. 그 결합으로 일련의 치유의 여신들이 태어났다. 건강의 여신 히기에이아, 만병통치약이라 불리던 파나케이아 여신, 치료법의 여신 이아소, 생기의 여신 아이글레, 상처와 질병 치료의 여신 아케소 등은 모두 에피오네의 딸들이다.

## 같이 보기
- 그리스 신화의 등장인물 목록